# Bàsquet Manresa 1997-1998
Questa voce raccoglie le informazioni riguardanti il Bàsquet Manresa nelle competizioni ufficiali della stagione 1997-1998.

## Stagione
La stagione 1997-1998 del Bàsquet Manresa è la 28ª nel massimo campionato spagnolo di pallacanestro, la Liga ACB.

## Roster
Aggiornato al 7 gennaio 2025.
| TDK Manresa 1997-98 | TDK Manresa 1997-98 |
| Giocatori           | Staff tecnico       |
| ------------------- | ------------------- |

| N. | Naz.                   | Ruolo | Nome             | Anno | Alt.   | Peso   |  |
| -- | ---------------------- | ----- | ---------------- | ---- | ------ | ------ |  |
| 4  | Stati Uniti (bandiera) | G     | Herb Jones       | 1970 | 194 cm | 88 kg  |  |
| 5  | Spagna (bandiera)      | P     | Jesús Lázaro     | 1971 | 185 cm | 82 kg  |  |
| 6  | Spagna (bandiera)      | AP    | Pere Capdevila   | 1973 | 196 cm |        |  |
| 7  | Spagna (bandiera)      | P     | Joan Creus       | 1956 | 176 cm | 82 kg  |  |
| 8  | Stati Uniti (bandiera) | AG    | Bryan Sallier    | 1969 | 203 cm |        |  |
| 9  | Spagna (bandiera)      | G     | Paco Vázquez     | 1974 | 190 cm | 88 kg  |  |
| 11 | Stati Uniti (bandiera) | C     | Derrick Alston   | 1972 | 208 cm | 103 kg |  |
| 12 | Spagna (bandiera)      | C     | Quique Moraga    | 1974 | 212 cm |        |  |
| 13 | Spagna (bandiera)      | G     | Román Montañez   | 1979 | 193 cm | 85 kg  |  |
| 14 | Spagna (bandiera)      | A     | Lisard González  | 1971 | 199 cm |        |  |
| 15 | Spagna (bandiera)      | AG    | Jordi Singla (C) | 1970 | 200 cm |        |  |

| Allenatore                                                              |
| - Luis Casimiro                                                         |
| Assistente/i                                                            |
| - Xavier Rodríguez Legenda - (C) Capitano - (IN) Inattivo - Infortunato |

## Mercato

### Sessione estiva
| Acquisti | Acquisti       | Acquisti    | Acquisti   | Acquisti |
| R.a      | Nome           | da          | Modalità   |          |
| -------- | -------------- | ----------- | ---------- | -------- |
| G        | Herb Jones     | Paniōnios   | definitivo |          |
| G        | Paco Vázquez   | Gijón       | definitivo |          |
| C        | Derrick Alston | Efes Pilsen | definitivo |          |

| Cessioni | Cessioni          | Cessioni         | Cessioni       | Cessioni |
| R.       | Nome              | a                | Modalità       |          |
| -------- | ----------------- | ---------------- | -------------- | -------- |
| G        | Joan Peñarroya    | León             | fine contratto |          |
| AP       | José María Moreno | Gijón            | fine contratto |          |
| AP       | Linton Townes     | Breogán          | fine contratto |          |
| C        | Granger Hall      | Ciudad de Huelva | fine contratto |          |